# U-211
| U-211                                                                                    | U-211 | U-211 |
| ---------------------------------------------------------------------------------------- | --- | --- |
|                                                                                          | | |
|                                                                                          | | |
|                                                                                          | | |
| Під прапором                                                                             | Третій рейх | Третій рейх |
| Спуск на воду                                                                            | 15 січня 1942 року                                                                                                 | 15 січня 1942 року                                                                                                 |
| Виведений зі складу флоту                                                                | 19 листопада 1943 року                                                                                             | 19 листопада 1943 року                                                                                             |
| Сучасний статус                                                                          | затоплений | затоплений |
| Бойовий досвід                                                                           | Друга світова війна Битва за Атлантику                                                                             | Друга світова війна Битва за Атлантику                                                                             |
| Проєкт                                                                                   | | |
| Тип ПЧ                                                                                   | середній торпедний ДПЧ                                                                                             | середній торпедний ДПЧ                                                                                             |
| Вартість                                                                                 | 4 714 000 ℛℳ | 4 714 000 ℛℳ |
| Основні характеристики                                                                   | | |
| Швидкість (надводна)                                                                     | 17,9 вузлів | 17,9 вузлів |
| Швидкість (підводна)                                                                     | 8 вузлів | 8 вузлів |
| Робоча глибина занурення                                                                 | 100 м | 100 м |
| Гранична глибина занурення                                                               | 220 м | 220 м |
| Автономність плавання                                                                    | 135—174 км на швидкості 4 вузли (в підводному положенні) 11 470 км на швидкості 10 вузлів (у надводному положенні) | 135—174 км на швидкості 4 вузли (в підводному положенні) 11 470 км на швидкості 10 вузлів (у надводному положенні) |
| Екіпаж                                                                                   | 44-60 осіб | 44-60 осіб |
| Розміри                                                                                  | | |
| Довжина найбільша (по КВЛ)                                                               | 67,1 м | 67,1 м |
| Ширина корпусу найб.                                                                     | 6,2 м | 6,2 м |
| Висота                                                                                   | 9,6 м | 9,6 м |
| Середня осадка (по КВЛ)                                                                  | 4,74 м | 4,74 м |
| Водотоннажність надводна                                                                 | 769 т | 769 т |
| Силова установка                                                                         | | |
| дизель-електрична; 2 дизельних двигуни MAN M 6 V 40/46, 2 електродвигуни BBC GG UB 720/8 | | |
| Гвинти                                                                                   | 2 | 2 |
| Потужність                                                                               | 2 × 2100—2310 к.с. (дизелі) 2 × 750 к.с. (електродвигуни)                                                          | 2 × 2100—2310 к.с. (дизелі) 2 × 750 к.с. (електродвигуни)                                                          |
| Озброєння                                                                                | | |
| Артилерія                                                                                | 1 × 88-мм палубна гармата SK C/35                                                                                  | 1 × 88-мм палубна гармата SK C/35                                                                                  |
| Торпедно- мінне озброєння                                                                | 4 носових і один кормовий ТА 14 торпед або 26 мін TMA                                                              | 4 носових і один кормовий ТА 14 торпед або 26 мін TMA                                                              |
| ППО                                                                                      | 1 × 37-мм зенітна гармата Flak M42 2 × 20-мм зенітні гармати FlaK 30                                               | 1 × 37-мм зенітна гармата Flak M42 2 × 20-мм зенітні гармати FlaK 30                                               |

U-211 — німецький підводний човен типу VIIC, часів  Другої світової війни.
Замовлення на будівництво човна було віддане 16 жовтня 1939 року. Човен був закладений на верфі суднобудівної компанії «F. Krupp Germaniawerft AG» у місті Кіль 29 березня 1941 року під заводським номером 640, спущений на воду 15 січня 1942 року, 7 березня 1942 року увійшов до складу 5-ї флотилії. Також за час служби входив до складу 9-ї флотилії. Єдиним командиром човна був корветтен-капітан Карл Гаузе.
Човен зробив 5 бойових походів, в яких потопив військовий корабель та пошкодив 3 судна (загальна водотоннажність 31 883 брт).
Потоплений 19 листопада 1943 року у Північній Атлантиці східніше Азорських островів (40°15′ пн. ш. 19°18′ зх. д. / 40.250° пн. ш. 19.300° зх. д.) глибинними бомбами британського «Веллінгтона». Всі 54 члени екіпажу загинули.

## Потоплені та пошкоджені кораблі[3]
| Назва             | Тип            | Належність      | Дата            | Тоннаж (БРТ) | Вантаж | Статус     | Місце                                                       |
| Empire Moonbeam   | вантажне судно | Велика Британія | 12 вересня 1942 | 6 849        | Баласт | пошкоджено | 48°55′ пн. ш. 33°38′ зх. д. / 48.917° пн. ш. 33.633° зх. д. |
| Hektoria          | вантажне судно | Велика Британія | 12 вересня 1942 | 13 797       | Баласт | пошкоджено | 48°55′ пн. ш. 33°38′ зх. д. / 48.917° пн. ш. 33.633° зх. д. |
| Esso Williamsburg | танкер         | США             | 23 вересня 1942 | 11 237       |        | пошкоджено | 53°12′ пн. ш. 41°00′ зх. д. / 53.200° пн. ш. 41.000° зх. д. |
| «Файрдрейк»       | есмінець       | Велика Британія | 17 грудня 1942  | 1 350        |        | потоплено  | 50°50′ пн. ш. 25°15′ зх. д. / 50.833° пн. ш. 25.250° зх. д. |